# Spoorlijn aansluiting Nuttlar - Frankenberg
De spoorlijn aansluiting Nuttlar - Frankenberg is een Duitse spoorlijn en is als spoorlijn 2854 onder beheer van DB Netze. 

## Geschiedenis
Het traject werd door de Preußische Staatseisenbahnen geopend op tussen 1902 en 1908. In 1966 werd het personenvervoer tussen Winterberg en Allendorf opgeheven, in 1992 ook het goederenvervoer waarna de sporen werden opgebroken. Op het zuidelijke gedeelte tussen Allendorf en Frankenberg vindt sinds 2005 geen personenvervoer meer plaats, dit gedeelte is nog wel in gebruik voor goederenvervoer.

## Treindiensten
De Deutsche Bahn verzorgt het personenvervoer op dit traject met RE treinen.
| Serie | Treinsoort                      | Route | Bijzonderheden             |
| ----- | ------------------------------- | --- | -------------------------- |
| RE 57 | Regional-Express (DB Regio NRW) | Dortmund Hbf – Fröndenberg – Arnsberg (Westf) – Meschede – Bestwig – [ Winterberg (Westf) ] Brilon Stadt | Dortmund-Sauerland-Express |

## Aansluitingen
In de volgende plaatsen is of was er een aansluiting op de volgende spoorlijnen:
aansluiting Nuttlar
DB 2550, spoorlijn tussen Aken en Kassel
Allendorf
DB 2872, spoorlijn tussen Bad Berleburg en Allendorf
Frankenberg
DB 2972, spoorlijn tussen Warburg en Sarnau